# Media aspirata
Con il termine medie aspirate, in linguistica storica, si allude alle occlusive sonore aspirate di alcune lingue indeuropee e in particolare del sanscrito. 
Esse sono: [bʰ], [dʰ], [ɡʰ] (indoeuropeo anche *[ɡʷʰ])
Si contrappongono alle medie, che sono occlusive sonore non aspirate, e alle tenui aspirate, che sono sorde aspirate. Secondo le ricostruzioni più accettate, solo il sanscrito avrebbe mantenuto questo tipo di articolazione, mentre il greco le ha trasformate in tenui aspirate (rispettivamente φ = [pʰ], θ = [tʰ], χ = [kʰ]). 
Nelle altre lingue indeuropee, invece, le medie aspirate hanno di norma come esito delle medie non aspirate (occlusive sonore).